# Cypella oreophila
Cypella oreophila là một loài thực vật có hoa trong họ Diên vĩ. Loài này được Speg. miêu tả khoa học đầu tiên năm 1917.